# Iudex quaestionis
Un iudex quaestionis (en español, presidente del tribunal) fue un magistrado de la Antigua Roma.

## Características
La magistratura tenía duración anual y posiblemente los iudices entraban en el cargo el 1 de enero. Era ejercida por senadores edilicios entre la edilidad y la pretura, quizá al año siguiente de desempeñar la primera, y su número dependía del de las quaestiones. En sus atribuciones y funciones se encargaban, al igual que los pretores, de presidir el jurado, pero solo en ciertas causas como las relativas a de sicariis et veneficis o res repetundae.